# František Plánička
František Plánička (ˈfrantiʃɛk ˈplaːnitʃkɐ) (Praga, 2 de juny, 1904 – Praga, 20 de juliol, 1996) fou un porter de futbol txecoslovac de les dècades dels 20-30.
Quasi tota la seva carrera esportiva la passà a l'Slavia Praga, club amb el qual guanyà el campionat txecoslovac 8 vegades i un cop la prestigiosa Copa Mitropa. Hi va jugar 969 partits dels que en 742 en fou capità. El seu estil acrobàtic li reportaren el nom d'"el gat de Praga".
Fou el capità de la selecció txecoslovaca que participà en la Copa del Món de 1934 (on la selecció acabà segona) i a la de 1938. En total disputà 73 partits internacionals, rècord que no fou superat fins a l'any 1966 amb Ladislav Novák.
És considerat un dels millors porters de la història per la majoria d'experts. L'any 1999, la IFFHS el va escollir com el millor porter txec del segle XX i el novè a nivell mundial. Mantingué forta rivalitat amb dos porters contemporanis seus, Ricard Zamora i Giampiero Combi, sobre quin fou el millor porter del moment.

## Palmarès
- Lliga txecoslovaca: 1925, 1928-29, 1929-30, 1930-31, 1932-33, 1933-34, 1934-35, 1936-37
- Copa de Bohèmia: 1926, 1927, 1928, 1930, 1932, 1935
- Copa Mitropa: 1932